# Svecia
Svecia (o Sveciaost) es un queso sueco con indicación geográfica protegida a nivel europeo (IGP).

## Historia
Probablemente la tradición de este queso viene del siglo XIII. El nombre «Svecia» se ha usado desde 1920, y viene del nombre de Suecia en latín. En 1997 el nombre Svecia fue el primer nombre de queso sueco registrado como denominación de origen protegida.

## Características
Se trata de un queso que se hace con leche de vaca. Tiene un 45% de materia grasa. Su forma es cilíndrica, pesando cada pieza entre 12 y 15 kilos. La superficie del queso está cubierta de cera. Semiduro. Textura cremosa, algo resistente y tierno. El color del queso es uniforme: amarillo pálido o simplemente amarillo; ojos distribuidos uniformemente. Sabor medianamente ácido y con cuerpo. Elaborado principalmente para consumo doméstico. 

## Elaboración
Svecia se produce de una manera propia de muchos quesos semiduros. La leche se pasteuriza a 72 °C luego se enfría a aproximadamente 30°. Se le añade cuajo para coagular la leche en cuajadas y se agregan enzimas de ácido láctico para reemplazar las enzimas y bacterias eliminadas en el proceso de pasteurización. Se corta la cuajada y se escurre lentamente, entonces se calienta de nuevo hasta una temperatura de cerca de 40° para eliminar más humedad. Después se le añade sal, las cuajadas se empaquetan en moldes, suficientemente flojo para permitir los agujeros de aire que hacen los pequeños ojos del svecia. Después de remojarla en salmuera, la sal total del queso alcanza 1.0–1.5 %. El queso se deja madurar en un entorno seco durante, al menos, dos meses — a veces hasta más de un año.